# Senigallia
Senigallia (Romagnol auch S’nigaja) ist eine Stadt und ein Seebad an der Adria in der italienischen Provinz Ancona der Region Marken. Sie hat 44.090 Einwohner (Stand 31. Dezember 2023), die auf einer Fläche von 115 km² wohnen.

## Lage
Senigallia liegt etwa auf halber Strecke zwischen der Provinzhauptstadt Ancona (etwa 30 km südöstlich)  und der Küstenstadt Fano (etwa 22 km nordwestlich). Am kleinen Hafen der Stadt mündet der Fluss Misa in die Adria. Westlich der Stadt verläuft die Autostrada A14 (Autostrada Adriatica). Ferner besitzt die Stadt einen Bahnhof an der Bahnstrecke Bologna–Ancona.

## Geschichte
Im Altertum war Sena, das ursprünglich zu Umbrien gehörte, ein Hauptort der nach Oberitalien eingewanderten keltischen (gallischen) Senonen. Nach deren Unterwerfung durch Rom wurde der Ort 283 v. Chr. römische Kolonie und trug wegen seiner Lage im Ager Gallicus auch den Namen Sena Gallica oder Senagallia.
Im Jahr 551 fand vor der Küste des damals noch Sena Gallica genannten Ortes die Seeschlacht von Sena Gallica zwischen der oströmischen Flotte und der ostgotischen Flotte statt, die mit einer Niederlage der Ostgoten endete. Im 6. Jahrhundert wurde auch das heute noch bestehende römisch-katholische Bistum Senigallia gegründet.
Im frühen Mittelalter gehörte Senigallia zur Pentapolis. Im 15. bis zum 19. Jahrhundert war es eine vielbesuchte Messestadt. In der ersten Hälfte des 15. Jahrhunderts war sie im Besitz der Malatesta. Sigismondo Malatesta, seit 1432 Herr von Rimini, umgab sie mit einer neuen Stadtmauer und Bastionen, die so kostspielig waren, dass Papst Pius II. ihm die Stadt wieder wegnahm und sie 1462 dem Neffen Antonio als Lehen gab, der sie aber 1475 wieder an Giovanni della Rovere verlor.  Nachdem durch Erlöschen im Mannesstamm das zuletzt belehnte Haus della Rovere erloschen war, gehörte die Stadt ab 1631 direkt zum Kirchenstaat und ging mit ihm in Italien auf.
In Senigallia wurde ein goldenes Medaillon mit dem einzig erhaltenen zeitgenössischen Porträt des Ostgoten-Königs Theoderich des Großen gefunden.

## Sehenswürdigkeiten
- Rocca Roveresca, Renaissancefestung der Della Rovere, ab 1480 nach Plänen von Baccio Pontelli erbaut, heute Museum
- Il Duomo, die Kathedrale des Bistums
- Palazzo Comunale, Rathaus der Stadt, zwischen 1611 und 1613 erbaut
- Geburtshaus des Papstes Pius IX.
- Baviera Palast

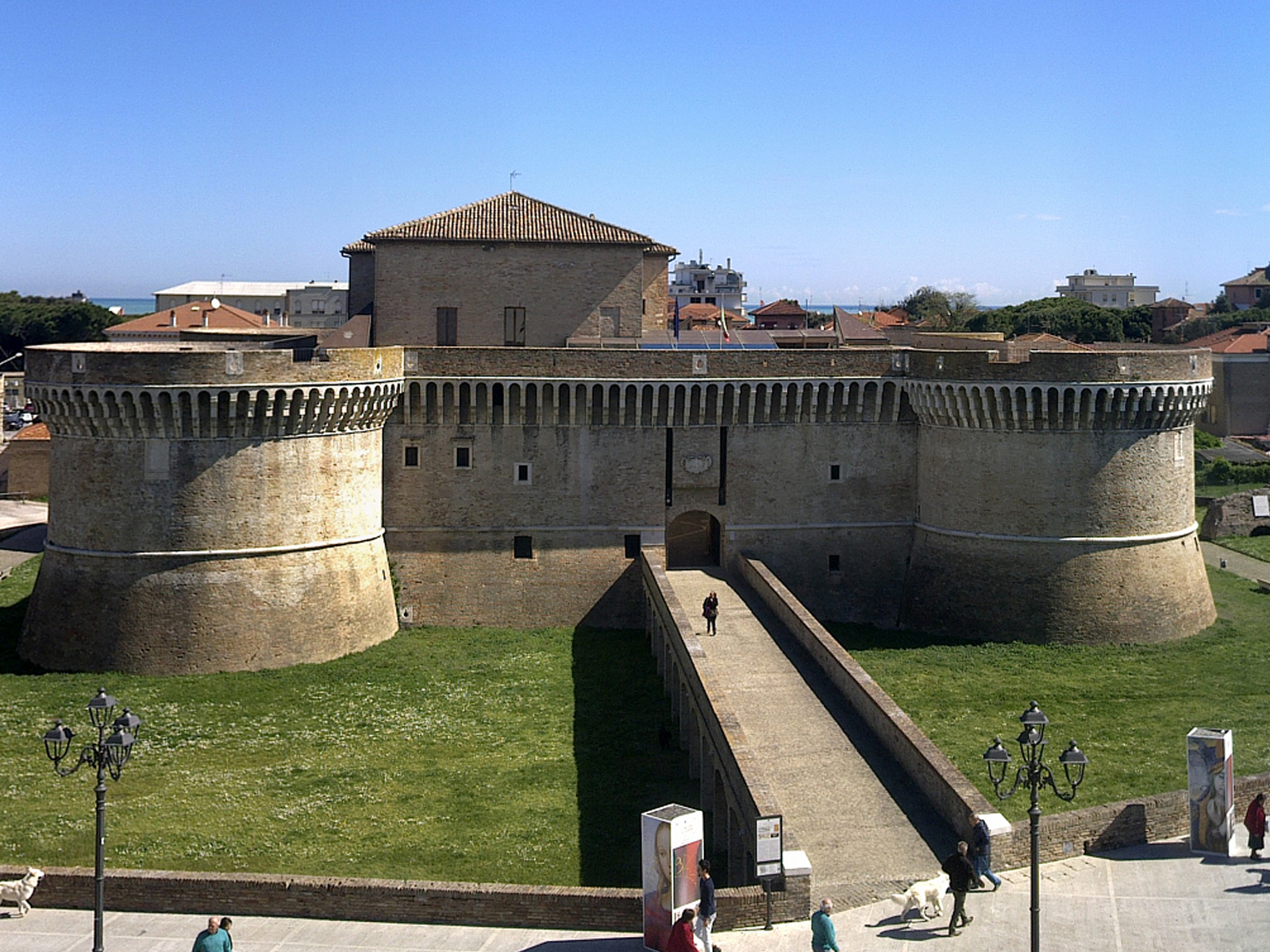
Rocca Roveresca
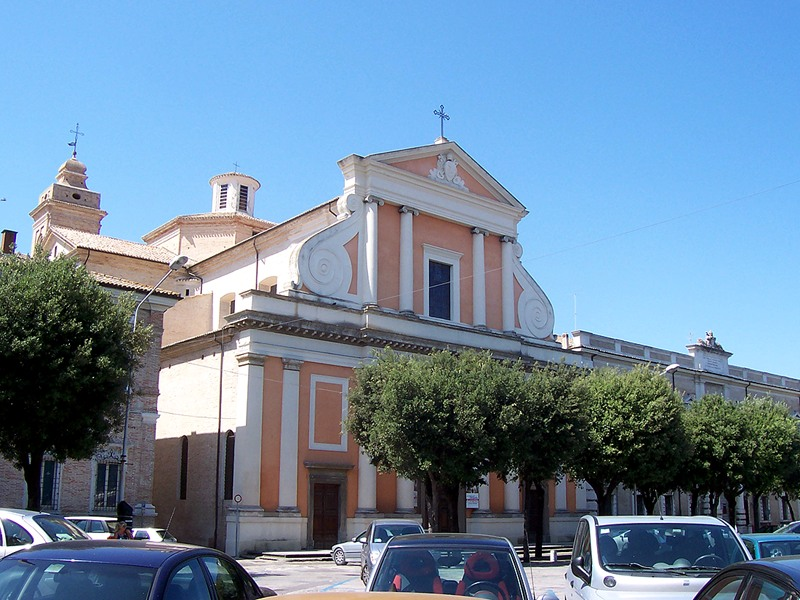
Kathedrale
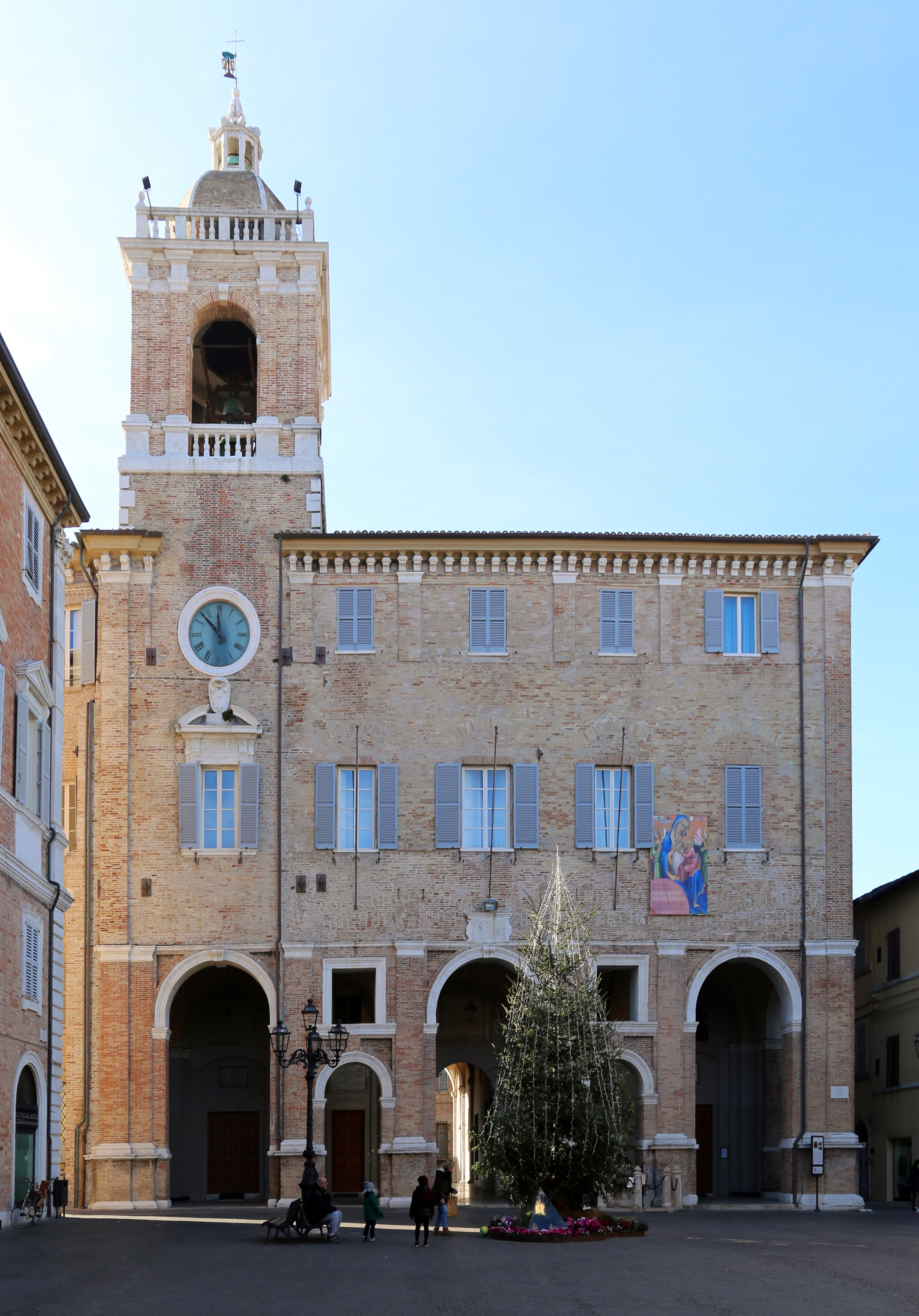
Palazzo Comunale
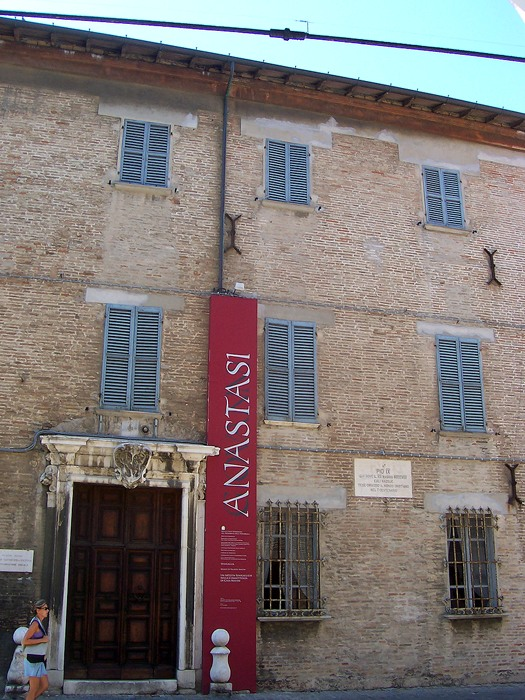
Geburtshaus Pius IX.
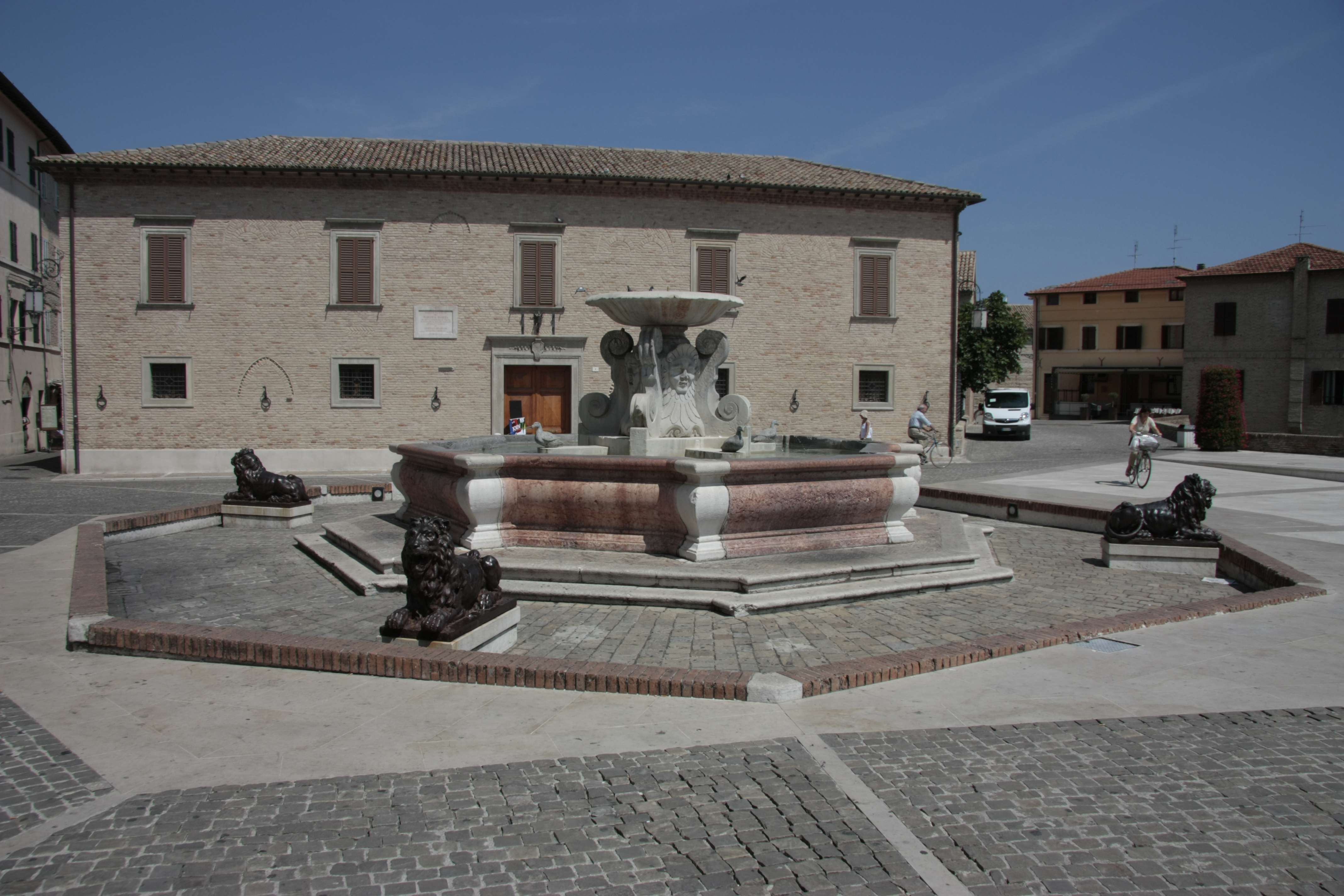
Palazzetto Baviera
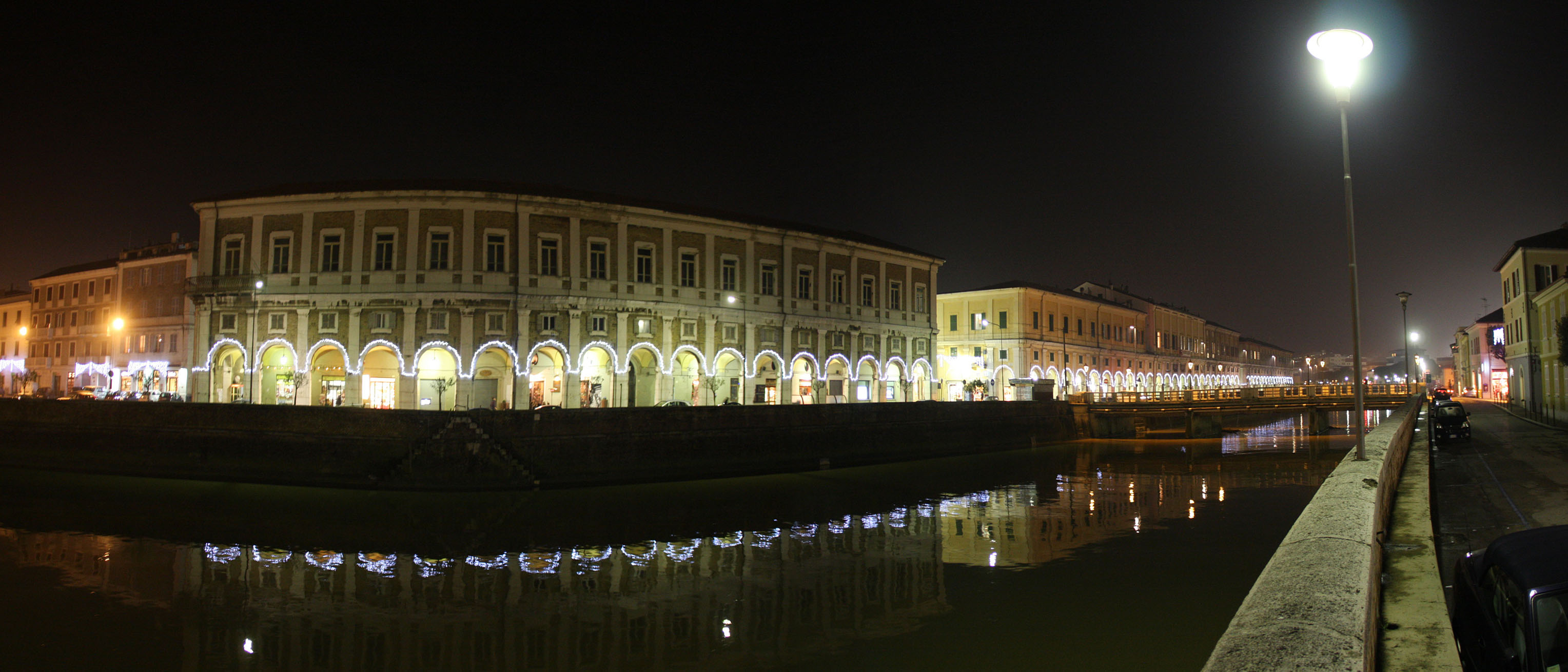
Palazzo Gherardi
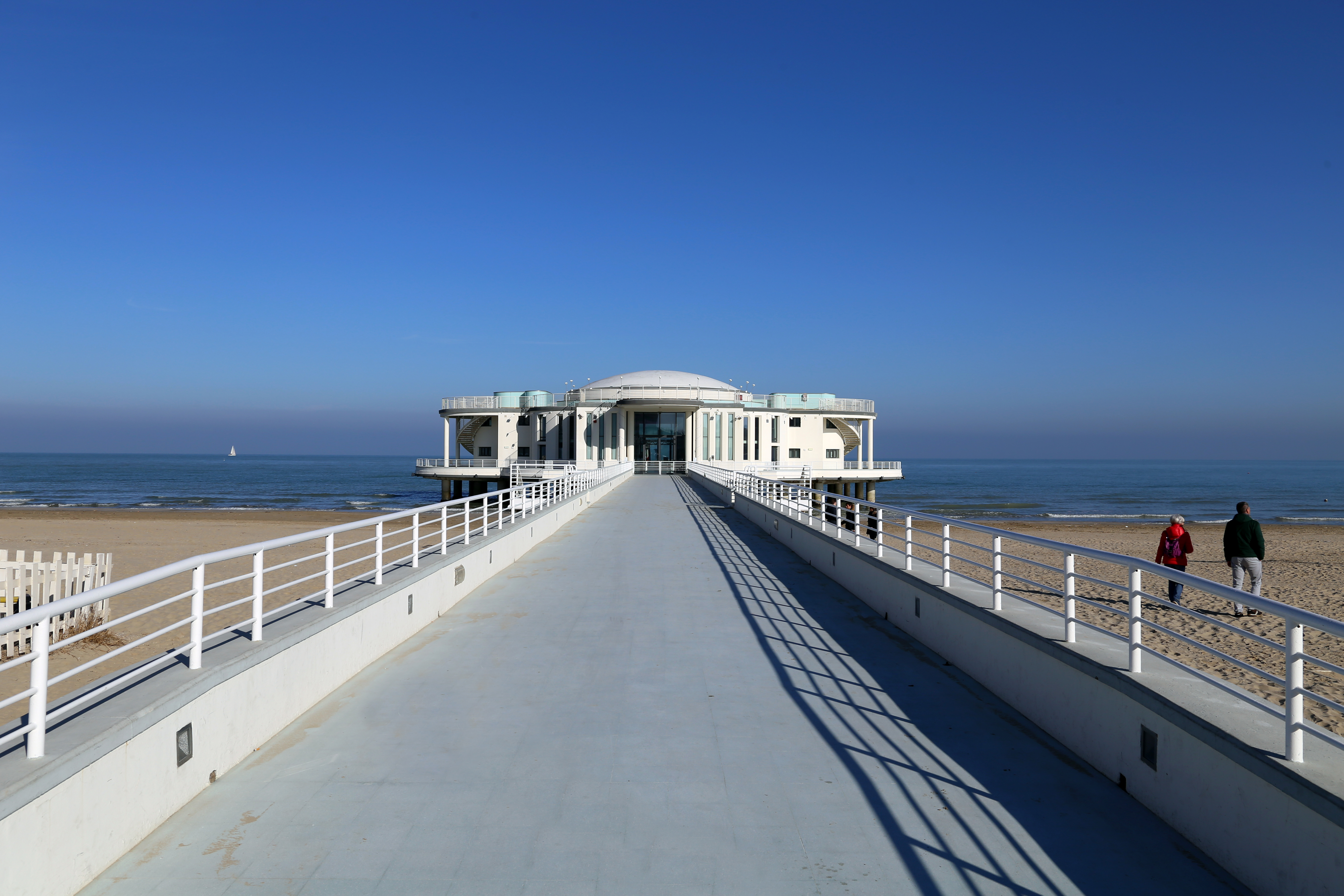
Rotonda a Mare

## Partnerstädte
Senigallia pflegt Städtepartnerschaften mit
- Lörrach, Deutschland
- Sens, Frankreich
- Chester, Vereinigtes Königreich

Alle vier Städte sind untereinander gleichfalls Partnerstädte. Jährlich finden zahlreiche Begegnungen und Austausche sowohl zwischen Schulen und Vereinen als auch Praktikantenaustausch von Industrie und Handel statt.

## Persönlichkeiten
- Francesco Arsilli (ca. 1470–ca. 1540), Arzt und Dichter
- Francesco Maria I. della Rovere (1490–1538), Herzog von Urbino
- Giovanni Fagnano (1715–1797), Mathematiker und Geistlicher
- Leonardo Antonelli (1730–1811), Kardinal
- Giovanni Morandi (1777–1856), Organist, Komponist, Gesangslehrer
- Angelica Catalani (1780–1849), Sopranistin
- Pius IX. (1792–1878), Papst
- Gaetano Bedini (1806–1864), Kardinal
- Eugenio Clari (1836–1899), römisch-katholischer Bischof von Viterbo-Tuscania
- Alfredo Panzini (1863–1939), Schriftsteller, Historiker, Italianist und Lexikograf
- Alessandro Olivieri (1872–1950), Altphilologe und Papyrologe
- Rodolfo Mondolfo (1877–1976), Philosoph und Philosophiehistoriker
- Renato Cesarini (1906–1969), Fußballspieler und -trainer
- Renato Magi (1913–1951), Motorradrennfahrer
- Mario Giacomelli (1925–2000), Fotograf
- Renato Sellani (1926–2014), Jazzmusiker
- Carlo Peroni (1929–2011), Comiczeichner
- Franco Gasparri (1948–1999), Filmschauspieler
- Fabrizio Tarducci (Fabri Fibra) (* 1976), Rapper
- Francesco Tarducci (Nesli) (* 1980), Rapper
- Andrea Bari (* 1980), Volleyballspieler
- Blu (* Anfang der 1980er Jahre), Streetart-Künstler